# George F. Sprague
George Frederick Sprague (3 septembre 1902 - 24 novembre 1998) est un généticien américain et chercheur sur le maïs. Il est membre du corps professoral de l'Université d'État de l'Iowa et de l'Université de l'Illinois et chercheur au Département de l'Agriculture des États-Unis. On lui attribue le développement d'une lignée de maïs génétiquement forte, connue sous le nom d'Iowa Stiff Stalk Synthetic. Récipiendaire du prix Wolf d'agriculture, Sprague est également membre de l'Association américaine pour l'avancement des sciences et membre de l'Académie nationale des sciences.

## Biographie
Sprague est né à Crete, Nebraska. Il est le fils de Lucy Manville Sprague et du ministre Elmer Ellsworth Sprague. Après avoir été diplômé de la Lincoln High School, il obtient un diplôme de premier cycle de l'Université du Nebraska à Lincoln et un doctorat de l'Université Cornell sous la supervision de Rollins Emerson.
Sprague est professeur à Université d'État de l'Iowa. Dans l'État de l'Iowa, Sprague se rend compte que le maïs à pollinisation libre souffre souvent de racines et de tiges faibles. Après avoir mélangé 16 lignées connues pour avoir des tiges et des racines solides, Sprague crée Iowa Stiff Stalk Synthetic. Cette variété est encore utilisée dans la sélection du maïs à partir de 2008. Les techniques de Sprague profitent de sa conviction qu'un bon germoplasme est crucial pour une sélection réussie.
Quittant l'État de l'Iowa pour le Service de recherche agricole (ARS) de l'USDA en 1958, Sprague dirige l'Unité d'enquêtes sur le maïs et le sorgho. Il est président de l'American Society of Agronomy en 1960. Sprague prend sa retraite de l'ARS en 1972 et prend un poste de chercheur à l'Université de l'Illinois, où il est employé jusqu'en 1994. En 1998, Sprague est décédé chez lui à Eugene, dans l'Oregon.
Sprague est intronisé au Temple de la renommée des sciences de l'ARS en 1990. Il est membre de l'Association américaine pour l'avancement des sciences. Il est élu à l'Académie nationale des sciences et il préside ensuite la section de l'organisation sur la biologie appliquée . Sprague partage le Prix Wolf d'agriculture en 1978 avec le phytopathologiste John Charles Walker. En 2007, le département d'agronomie de l'Iowa State University crée la chaire dotée George F. Sprague.